# Estação Bela Vista
Bela Vista é uma estação do Metropolitano de Lisboa. Situa-se no concelho de Lisboa, em Portugal, entre as estações Olaias e Chelas da Linha Vermelha. Foi inaugurada a 19 de maio de 1998 em conjunto com as estações Alameda, Olaias, Chelas e Oriente, no âmbito da construção da Linha Vermelha, com vista ao alargamento da rede à zona da EXPO'98.
Nos projetos apresentados a público em material publicado pelo Metropolitano de Lisboa, o nome da futura estação foi fixado em meados da década de 1990, surgindo primeiramente como Chelas, e como Vale de Chelas até pelo menos 1993; o nome atual é já usado em 1998.

## Descrição
Esta estação está localizada na Av. Francisco Salgado Zenha, junto ao cruzamento com a Av. da Ucrânia, possibilitando o acesso ao Parque da Bela Vista e ao Centro Comercial da Bela Vista. O projeto arquitetónico é da autoria do arquiteto Paulo Brito da Silva e as intervenções plásticas do pintor e ceramista Querubim Lapa. À semelhança das mais recentes estações do Metropolitano de Lisboa, está equipada para poder servir passageiros com deficiências motoras, contando com vários elevadores e escadas rolantes que facilitam o acesso às plataformas.

## Acessos
Esta estação conta com cinco acessos pedonais:
- Acesso 1 - está localizado no passeio poente da Av. Francisco Salgado Zenha, próximo do entroncamento com a Av. da Ucrânia. Está direcionado para norte e conta com escadas pedonais.
- Acesso 2 - está localizado no passeio nascente da Av. Francisco Salgado Zenha, próximo do entroncamento com a Av. da Ucrânia. Está direcionado para norte e conta com escadas pedonais.
- Acesso 3 - está localizado no passeio poente da Av. do Santo Condestável, por baixo do viaduto da Av. da Ucrânia. Está direcionado para nascente e conta com uma rampa de acesso ao átrio.
- Acesso 4 (encerrado) - está localizado no passeio nascente da Av. do Santo Condestável, por baixo do viaduto da Av. da Ucrânia. Está direcionado para sul e conta com escadas pedonais.
- Acesso 5 (encerrado) - está localizado no passeio nascente da Av. do Santo Condestável, por baixo do viaduto da Av. da Ucrânia. Está direcionado para norte e conta com escadas pedonais.